# Macchina di Rube Goldberg

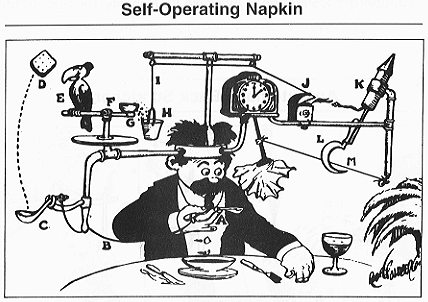
Il tovagliolo automatico, una delle invenzioni di Rube Goldberg

Una macchina di Rube Goldberg è un meccanismo progettato in maniera deliberatamente complessa per eseguire operazioni semplici o trascurabili.

## Descrizione
Intesa in origine solo per indicare manufatti immaginari in opere di finzione, come libri, fumetti, film e cartoni animati, la locuzione è andata a designare, nell'uso comune della lingua inglese sia meccanismi e macchinari, sia azioni reali e concrete che impiegano una quantità di risorse sproporzionata rispetto al risultato da conseguire. Queste macchine prendono il nome dal fumettista Rube Goldberg che utilizzava le sue conoscenze ingegneristiche per proporre macchinari di questo genere in molti suoi lavori.

## Nella cultura di massa
Macchine simili si trovano in film come Il navigatore (del 1924, con Buster Keaton), Tempi moderni (del 1936, con Charlie Chaplin), o in alcuni episodi di cartoni animati come Tom & Jerry (1940).
In Italia nel 1942 viene pubblicato il libro Le Macchine di Bruno Munari, tradotto anche in inglese.
Queste macchine hanno una parte significativa nel cartone animato Willy il Coyote e Beep Beep (Warner Bros., 1949) o nei fumetti della Disney in cui è presente Archimede Pitagorico (1952).
Altri film rilevanti sono stati Ritorno al futuro (1985), I Goonies (1985), e alcune scene di Casper (1995), ecc.
In Italia, simili macchinari appaiono più volte anche in Memex Sperimentiamo! (Rai Scuola).

## The Way Things Go
Meccanismi di questo tipo hanno dato spunto a elaborazioni artistiche: un esempio celebre è l'opera di videoarte The Way Things Go (Così vanno le cose), girato nel 1987 dal duo svizzero formato da Peter Fischli e David Weiss. Nel filmato della durata di circa 30 minuti ambientato in un magazzino lungo circa 30 metri, oggetti abbandonati come pneumatici, cestini dell'immondizia, scale, saponette, barili, coltelli, vecchie scarpe, fuochi pirotecnici, acqua, fuoco, benzina, interagiscono attraverso modalità meccaniche e chimiche e prende vita una catena continua di eventi fisici attraverso deboli rapporti di causalità fisica.